# クリークの里石丸山公園

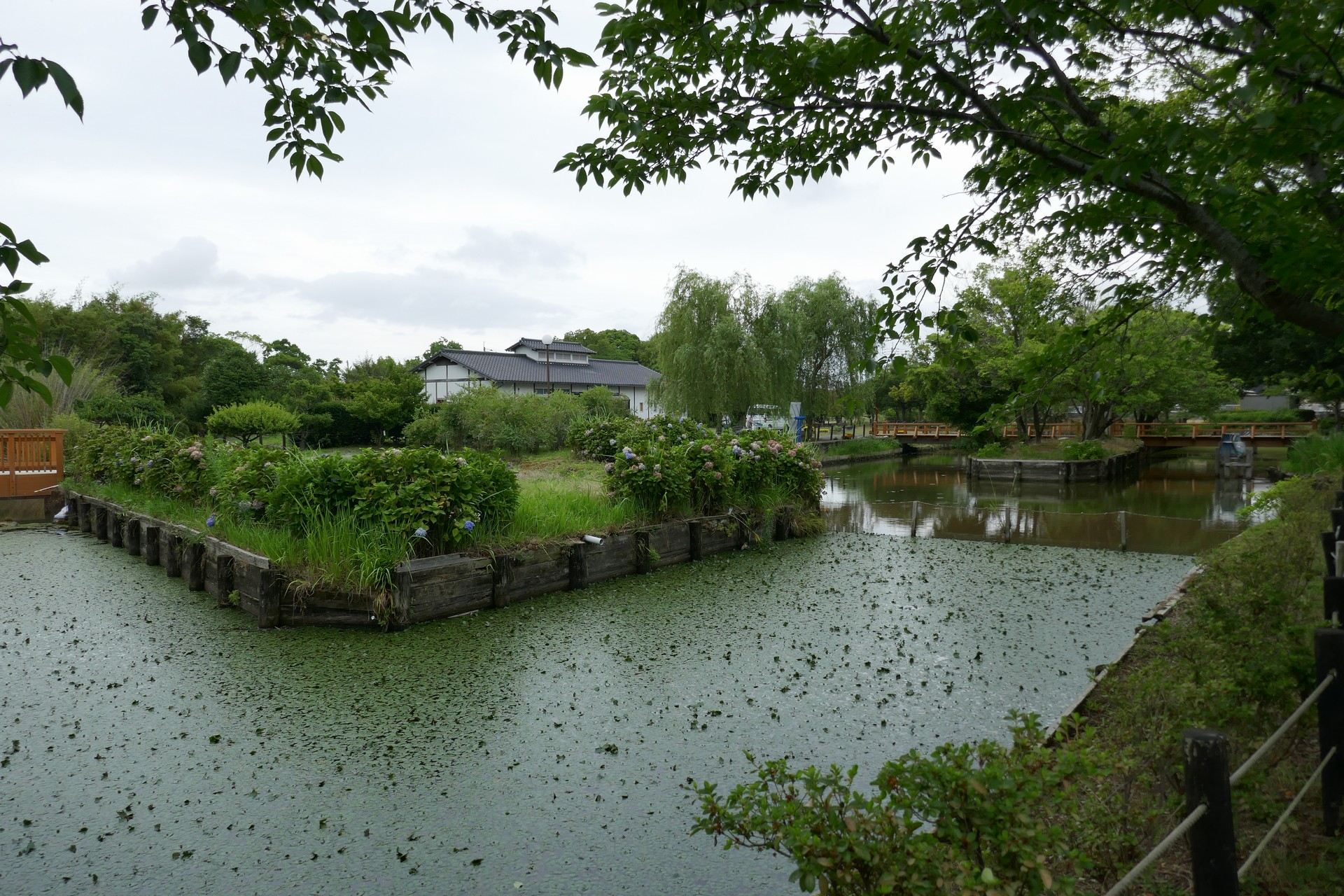
園内の様子

クリークの里石丸山公園（クリークのさと いしまるやまこうえん）は、福岡県三潴郡大木町にある公園。

## 概要
大木町はクリークで知られる（平安時代にはクリークが現在の町面積の約15%を占めていた）地域であることから、その農耕文化の遺産を後世に伝えるために整備された公園。広場には滑り台やブランコなどの遊具などが設置されているほか、クリークを住みかとする動植物を保護すべく、自然観察園として利用されている。敷地内にはクリーク資料館もあり、かつて使用された農具などを展示している。

## 利用情報
- 所在地

大木町大字大角1426番地
- 入園料

無料
- 開園時間

入園自由。ただし駐車場の利用できる時間は8時00分 - 18時00分（5月〜9月は18時30分まで）
資料館の開館時間は9時00分 - 17時00分
- 休園日

なし

## 交通アクセス
- 西鉄天神大牟田線大溝駅下車すぐ。
- マイカーの場合、九州自動車道八女インターチェンジから西（大川市方面）へ向かい約14分（約7.7km）。
- 駐車場あり